# Козлова, Светлана Израилевна
Светлана Израилевна Козлова (род. 12 апреля 1939 года, Нальчик, Кабардино-Балкарская АССР, РСФСР, СССР) — советский и российский искусствовед, член-корреспондент РАХ (2023).

## Биография
Родилась 12 апреля 1939 года в городе Нальчик Кабардино-Балкарской АССР.
В 1963 году окончила Московский государственный университет, отделение истории и теории искусства, специальность «история искусства».
С 1963 по 1998 годы работала в Государственном музее изобразительных искусств имени А. С. Пушкина, в должности научного сотрудника отдела репродукций. В 1983 году защитила кандидатскую диссертацию «„Божественная комедия“ Данте в искусстве итальянского Возрождения». В 1987 году назначена заведующим отдела информации ГМИИ, организовывала весь комплекс работ, редактировала научные сборники, готовила к публикации архивные публикации, писала статьи, участвовала в конференциях.
С 1998 года работает в Государственном институте искусствознания Министерства культуры РФ в качестве заведующего редакционно-издательским отделом.
С 2005 года по совместительству работает в отделе зарубежного искусства Научно-исследовательского института теории и истории изобразительных искусств Российской академии художеств.
В 2011 году защитила докторскую диссертацию, тема: «Итальянские сады эпохи Ренессанса: структурная организация и семантика».
В 2023 году избрана членом-корреспондентом Отделения искусствознания и художественной критики Российской академии художеств.

## Творческая деятельность
Основная тема научных исследований — проблематика искусства Ренессанса.
Помимо этого занимается изучением творчества иностранных мастеров прошлого, являвшихся членами Академии художеств.
Создала целый ряд фундаментальных исследований об эпохе итальянского Возрождения.
Автор многих статей и ряда монографий, среди которых: «Боттичелли» (2005), «Искусство Раннего Ренессанса во Флоренции» (2011), «Раннее Возрождение в Венеции» (2011), «Беллини и Раннее Возрождение в Венеции» (2014), «„Ut picture poesis“. От Данте до Ариосто в изобразительном искусстве итальянского Возрождения» (2021).

## Награды
- Заслуженный работник культуры Российской Федерации (1998)[2]
- Медаль «В память 850-летия Москвы» (1997)

Награды РАХ
- Золотая медаль РАХ «Достойному» (2015)
- Почётная грамота Президента РАХ (2020)
- Серебряная медаль «Достойному» (2022)
- Благодарность и Диплом РАХ